# 唐泰 (景泰進士)
唐泰（1416年—？），字時雍，浙江杭州府仁和縣人，民籍，明朝政治人物。進士出身。

## 生平
浙江鄉試第五十三名。景泰二年（1451年）辛未科會試第一百十七名，殿試登進士第二甲第三十一名。

## 家族
曾祖父唐士隆。祖父唐仲和。父亲唐得名，曾任宣化驛驛承。